# The Rock (album)
The Rock – album studyjny polskiej grupy muzycznej SBB. Wydawnictwo ukazało się 29 października 2007 roku nakładem wytwórni muzycznej Metal Mind Productions. Był to pierwszy album formacji zrealizowany z perkusistą Gaborem Nemethem znanym ze współpracy z grupami Scorpió i P. Mobil. Płyta dotarła do 30. miejsca listy OLiS w Polsce.

## Lista utworów
Źródło:.
1. „Skała” – 4:54
2. „Płonące myśli” – 7:42
3. „In Heaven And Hell” – 7:02
4. „Silence” – 6:46
5. „Sunny Day” – 7:03
6. „My Paradise” – 5:17
7. „Pielgrzym” – 8:16
8. „Akri” – 7:27
9. „Zug a zene mindenhol” – 7:06
10. „Śpiewanie o imionach” – 5:13 (bonus)
11. „Gazela” – 4:33 (bonus)

## Twórcy
Źródło:.
- Józef Skrzek – śpiew, gitara basowa, instrumenty klawiszowe
- Apostolis Anthimos – gitara
- Gabor Nemeth – perkusja, instrumenty perkusyjne

gościnnie
- Tamás Somló – śpiew (9)

## Sprzedaż
| Kraj   | Lista | Pozycja |
| ------ | ----- | ------- |
| Polska | OLiS  | 30      |